# Макс Лернер
Максвелл Алан "Макс" Лернер (англ. Maxwell Alan "Max" Lerner 20 грудня 1902, Мінськ — 25 жовтня 1992, Нью-Йорк) — американський журналіст, педагог та письменник, білоруського походження, уроджений Михайло Лернер (Mikhail Lerner). Асоційований колумніст, що був впливовим представником ліберальних політичних та економічних поглядів.
Лернер з батьками емігрував до США у 1907 році. Закінчив Єльський університет (бакалавр, 1923), де згодом вивчав право, перед тим, як вступити до Вашингтонського університету в Сент-Луїсі,  Міссурі (магістр, 1925) та Брукінґський інститут у Вашингтоні, Колумбія (доктор філософії, 1927).
Був редактором «Енциклопедії соціальних наук» (1927–32), журналу «The Nation» (1936–38) та нью-йоркської газети без реклами PM  (1943—48). З 1949 р. став популярним і часто суперечливим асоційованим колумністом «New York Post». Публікував статті у багатьох журналах, включаючи «The Atlantic», «The New Republic» та «Saturday Review». Довга викладацька кар'єра, здебільшого в галузі влади та політології, включала Коледж Сари Лоуренс, Бронксвілл, Нью-Йорк; Гарвардський університет; Коледж Вільямса, Вільямстаун, Массачусетс; та Університет Брандейса, Уолтем, Массачусетс.
Лернер був близьким другом кінозірки Елізабет Тейлор під час її одруження з Едді Фішером. Йому присвячений рядок пісні Філа Окса «Люби мене, я ліберал»: «ти знаєш, я запам'ятав Лернера і Голдена». Онукою Лернера по лінії матері є американська акторка Бетсі Рассел, відома через серію фільмів Пила.
Лернер є автором передмови до книги Мерилін Фергюсон «Змова Водолея». Його книга «Незакінчена країна» — це колекція з понад 200 його щоденних колонок, що писались для «New York Post» протягом більше десяти років. Ця книга містить одну з найвідомиших його цитат: «Поворотна точка в процесі дорослішання настає коли ти виявляєш всередині себе серцевину сили, що переживе увесь біль». Книга «Боротьба з ангелом» (1990) розповідає про довгу боротьбу із хворобою.
Протягом свого життя Лернер відстоював право радянських та східноєвропейських євреїв емігрувати до Ізраїлю.